# قلعه‌نو ولی‌آباد
قلعه‌نو ولی‌آباد یا قلعه‌نو روستایی در دهستان درزآب بخش مرکزی شهرستان مشهد استان خراسان رضوی ایران است.

## جمعیت
بر پایه سرشماری عمومی نفوس و مسکن در سال ۱۳۹۵ جمعیت این روستا ۶۲۷ نفر (۲۰۵خانوار) بوده‌است.